# Leptocyclopodia zelotypa
Leptocyclopodia zelotypa är en tvåvingeart som beskrevs av Maa 1966. Leptocyclopodia zelotypa ingår i släktet Leptocyclopodia och familjen lusflugor. Inga underarter finns listade i Catalogue of Life.